# Idioma bielorruso
El bielorruso o ruso blanco (en bielorruso: Беларуская мова, IPA: [bʲɛɫaˈruskaja ˈmɔva], romanización Biełaruskaja mova) es uno de los cuatro idiomas eslavos orientales. Es uno de los dos idiomas oficiales en Bielorrusia junto con el ruso. Además, lo hablan en algunas partes de Rusia, Lituania, Letonia, Polonia y Ucrania minorías de origen bielorruso.

## Aspectos históricos, sociales y culturales

### Uso y estatus oficial
El bielorruso tiene reconocimiento oficial tanto en Bielorrusia como en el Voivodato de Podlaquia, en Polonia. Sin embargo, en ninguna de las dos regiones es la lengua mayoritaria.
A pesar de la salida de Bielorrusia de la URSS en 1991, el uso del bielorruso está descendiendo en favor del ruso. De acuerdo con un estudio del Gobierno bielorruso en 2009[cita requerida], el 72% de los bielorrusos hablan ruso en casa, mientras que el bielorruso solo lo usan de manera doméstica un 11,9% de los bielorrusos. Solo un 29,4 % puede escribir, hablar y leer bielorruso correctamente, aunque el porcentaje sube al 52,5 % cuando se examina cuántos pueden hablarlo y leerlo. De acuerdo con el mismo estudio, uno de cada diez bielorrusos no entiende el bielorruso. La posición del idioma bielorruso es similar a la del irlandés en Irlanda.

## Descripción lingüística

### Clasificación
El bielorruso es una lengua eslava oriental, el ruso y el ucraniano son las dos lenguas eslavas más cercanamente emparentadas con el bielorruso. Por ello, estas lenguas mantienen, junto al rusino, cierto grado de inteligibilidad mutua.

### Gramática
El bielorruso, como las otras lenguas eslavas, es una lengua flexiva de tipo fusionante. En el nombre, el pronombre y el adjetivo se usa caso gramatical.

#### Nombres (Назоўнік - Nazounik)
Hay 6 casos:
- Nominativo (Назоўны - Nazouny).
- Genitivo (Родны - Rodny).
- Dativo (Давальны - Davalny).
- Acusativo (Вінавальны - Vinavalny).
- Instrumental (Творны - Tvorny).
- Locativo (Месны - Mesny).

Existe un séptimo caso, vocativo (клічны - klichny), pero se usa muy poco en el bielorruso moderno.

#### Pronombres (Займеннікі - Zajmiennik)
En bielorruso hay 8 tipos de pronombres (займеннікі - zajmiennik): 
- Posesivos (Прыналежныя): мой (mi, mío); твой (tuyo); яго, ягоны (suyo); яе, ейны (suyo de ella); наш, наскі (nuestro); ваш (vuestro); іх, іхны (de ellos), свой (mío propio).
- Personales (Асабовыя): я (yo), ты (tú), ён (el), яна (ella), яно (ello), мы (nosotros), вы (vosotros), яны (ellos);
- Negativos (Адмоўныя): ніхто, нішто, нічый ніякі ніводзін, ніводны.
- Definidos (Азначальныя): сам; самы увесь усё усе усякі, усялякі кожны іншы.
- Indefinidos (Няпэўныя): нехта нешта нейкі (а); нечы некаторы некалькі (хтось, хтосьці штось, штосьці чыйсьці якісьці, які-кольвек хто-небудзь, хто-кольвек што-небудзь, што-кольвек чый-небудзь абы-што абы-чый абы-які.
- Interrogativos-comparativos (Пытальныя): хто што які каторы чый колькі.
- Demostrativos (Указальныя): той гэты гэны такі гэткі, гэтакі столькі, гэтулькі.
- Reflexivos (Зваротны): сябе.

### Vocabulario
En términos léxicos, el bielorruso está más relacionado, en primer lugar con el ucraniano, después con el polaco y por último con el ruso.[cita requerida]

## Sistema de escritura
Al igual que el ruso, el bielorruso usa el alfabeto cirílico. Antes de que este empezara a emplearse, el bielorruso se escribía en su propio alfabeto, el łacinka (лацінка) basado en el alfabeto latino. Algunas personas continúan escribiendo en el łacinka, pero oficialmente sólo se utiliza el cirílico.
- En definitiva se puede escribir:
  - Alfabeto łacinka (basado en alfabeto latino).
  - Alfabeto bielorruso (basado en alfabeto cirílico).

### Alfabeto cirílico bielorruso
Аа Бб Вв Гг Дд (ДЖдж ДЗдз) Ее Ёё Жж Зз Іі Йй Кк Лл Мм Нн Оо Пп Рр Сс Тт Уу Ўў Фф Хх Цц Чч Шш Ыы Ьь Ээ Юю Яя
El apóstrofo se utiliza entre una consonante y una vocal débil (е, ё, ю, я) para indicar que no hay palatización de la consonante precedente, pronunciándose así la vocal tal y como se haría al principio de una palabra. En łacinka se hace a través de la letra j, comparar:  "Сям'я" con "Siamja". 
Antes de 1933, aparte de la letra Ge (Гг), el alfabeto bielorruso contaba con la letra Ghe (Ґґ). Algunos lingüistas bielorrusos han solicitado la recuperación de esa letra, pero oficialmente no se ha aprobado.

### Alfabeto latino bielorruso
El alfabeto latino bielorruso se llama łacinka.
Aa Bb Cc Ćć Čč Dd (DŽdž DZdz) Ee Ff Gg Hh Ii Jj Kk Ll Łł Mm Nn Ńń Oo Pp Rr Ss Śś Šš Tt Uu Ŭŭ Vv Yy Zz Źź Žž

## Ejemplos
Algunos ejemplos básicos:
- Вітаю (Vitaju) - Hola.
- Як? (Jak) - ¿Cómo?
- Як маесься? (Jak majeśsia?) - ¿Cómo estás?
- Добрай раніцы (Dobraj ranicy) - Buenos días.
- Дабранач (Dabranač) - Buenas noches.
- Дзякуй (Dziakuj) - Gracias.
- Калі ласка (Kali łaska) - Por favor, de nada.
- Спадар / Спадарыня (Spadar / Spadarynia) - Señor/Señora.
- Добра (Dobra) - Bueno / Bien.
- Кепска / Дрэнна (Kiepska / Drenna) - Malo / Mal.
- Выдатна (Vydatna) - Excelente.
- Цудоўна (Cudoŭna) - Maravilloso.
- Дзе? (Dzie) - ¿Donde?
- Адкуль? (Adkul) - ¿De dónde?
- Чаму (Čamu) - ¿Por qué?
- Я разумею (Ja razumieju) - Entiendo.
- Нічога не разумею (Ničoha nie razumieju) - No entiendo nada.